# Башта Хоми
Башта Хоми — пам'ятка середньовічної оборонної архітектури у Феодосії на горі Мітридат (вул. Сейсмічна), внесена до Державного реєстру нерухомих пам'яток України за № 010056/3. Споруджена в 1373 році.
Башта була крайнім захисним пунктом міських укріплень Кафи на півдні. Вежа в плані напівокругла, але від неї збереглася тільки нижня частина. Побудована з великих блоків каменю, перекладених дрібними.
Взята під охорону Постановою Ради міністрів УРСР «Про впорядкування справи обліку та охорони пам'ятників архітектури на території Української РСР» № 970 від 24.08.1963 р.